# International Race of Champions
Das International Race of Champions, bekannt unter dem Namen IROC, war ein US-amerikanischer Motorsportverband, der All-Star-Rennen veranstaltete. Eine IROC-Saison bestand aus vier Rennen, die in den letzten Jahren fast ausschließlich auf Ovalen ausgetragen wurden. Ein normales Fahrerfeld bestand aus zwölf Fahrern.

## Geschichte
Die Serie wurde im Jahre 1973 vom Präsidenten des Riverside International Raceway, Les Richter, und Roger Penske gegründet. Mark Donohue gewann den ersten Titel im Jahre 1974. Die damals eingesetzten Autos waren Porsche Carrera. Donohue gewann das vierte und letzte Rennen der Saison 1974 und es sollte sein letzter Sieg sein, denn er verstarb ein Jahr später in einem Training der Formel 1.
Aufgrund ihrer Ähnlichkeit zur NASCAR besteht das Fahrerfeld der Serie größtenteils aus NASCAR-Fahrern. Der letzte nicht aus der NASCAR stammende Champion des IROC war Al Unser Jr. im Jahre 1988. Jedoch gab es auch sehr viele erfolgreiche „Open-Wheel“-Piloten, wie zum Beispiel Sebastien Bourdais, der 2005 antrat und in Fort Worth auf dem Texas Motor Speedway gewann.
Im Jahre 2007 konnte die IROC keinen Hauptsponsor finden und verschob zunächst die ersten beiden Rennen der Saison in Daytona Beach und Fort Worth. Da jedoch weiterhin kein Sponsor gefunden werden konnte, stellte die Serie ihren Betrieb ein.

## Autos

### Eingesetzte Modelle
| Jahr      | Marke     | Modell      |
| --------- | --------- | ----------- |
| 1974      | Porsche   | Carrera RSR |
| 1975–1981 | Chevrolet | Camaro      |
| 1990–1993 | Dodge     | Daytona     |
| 1994–1996 | Dodge     | Avenger     |
| 1996–2006 | Pontiac   | Trans Am    |

### Autoidentifikation
Bis 2003 hatten alle Autos eine andere Farbe, was die Identifikation leicht machen sollte. Es gab zwar auch Startnummern auf den Autos, die aber zur Identifikation eines Fahrzeuges nicht zwangsläufig nötig waren. Auf den Seitentüren befanden sich in großer Schrift die Nachnamen der Fahrer. Eine Ausnahme gab es nur bei Mario und Michael Andretti, als sie gemeinsam in Rennen antraten, dann wurden die Vornamen an die Seitentür geschrieben. Nach jedem Rennen wurden die Nummern neu verteilt, der Erste eines Rennens erhielt für das nächste die #1 und so weiter. Allerdings waren auch die Farben mit den Nummern fest verbunden. So konnte es sein, dass ein Fahrer in einem Rennen die blaue #1 fuhr und im nächsten dann die orange #5, was letztendlich nicht für eine leichte Identifikation spricht.
Im Jahre 2004 wurde Crown Royal zum neuen Hauptsponsor und löste damit True Value ab, damit verbunden war eine Änderung der Autoidentifikation. Zunächst waren alle Fahrzeuge weiß, dann sollten sie in den Farben lackiert werden, die die Fahrer in ihrer regulären Rennserie haben. Zudem sollten alle Fahrer die Nummer erhalten, die sie in der regulären Serie einsetzen. So konnten Fahrer leichter identifiziert werden.
Eine einzige Ausnahme gab es jedoch. Hélio Castroneves, der nach dem Reglement die Startnummer 3 hätte fahren müssen, fuhr mit der Startnummer 03, da die Startnummer 3 die Nummer des verstorbenen, legendären Dale Earnhardt war.

## IROC-Strecken

### Straßenkursrennen im IROC
Von 1991 bis 2005 wurden keine Straßenkursrennen im IROC gefahren. In der Saison 2006 gab es dann aber die Rückkehr, als man auf dem Daytona International Speedway, die Infield-Strecke und nicht das reine Oval fuhr.

### Die Rennstrecken
Auf insgesamt 17 Strecken wurden Rennen des IROC ausgetragen, zwölf davon sind Ovale, fünf sind Straßenkurse. Der Daytona International Speedway ist die Strecke, auf der die meisten Rennen ausgetragen wurden, der Nazareth Speedway die Strecke, auf der die wenigsten Rennen ausgetragen. Es ist die einzige Rennstrecke, die das IROC nur einmal besuchte. Das letzte Rennen auf einem reinen Straßenkurs gab es im Jahre 1991 in Watkins Glen. Sieger damals war Rusty Wallace.
- Atlanta Motor Speedway (1979–1980, 2004–2006)
- Cleveland Burke Lakefront Airport (Cleveland) (1984, 1990)
- California Speedway (1997–1998, 2002)
- Chicagoland Speedway (2002–2003)
- Darlington Raceway (1993–1995)
- Daytona International Speedway (Oval) (1974–1978, 1985–1989, 1991–2005)
- Daytona International Speedway (Straßenkurs) (2006)
- Lowe’s Motor Speedway (1996–1997)
- Michigan International Speedway (1975–1980, 1984–1985, 1987–2001)
- Mid-Ohio Sports Car Course (1985–1987)
- Nazareth Speedway (1989)
- Indianapolis Motor Speedway (1998–2003)
- Richmond International Raceway (2004–2006)
- Riverside International Raceway (1974–1980, 1988)
- Talladega Superspeedway (1984, 1986, 1990–1996, 1999–2001, 2003)
- Texas Motor Speedway (2004–2006)
- Watkins Glen International (1986–1989, 1991)

## IROC-Gewinner
| Saison | Jahr | Champion                          | Automodell          |
| ------ | ---- | --------------------------------- | ------------------- |
| I      | 1974 | Mark Donohue                      | Porsche Carrera RSR |
| II     | 1975 | Bobby Unser                       | Chevrolet Camaro    |
| III    | 1976 | A.J. Foyt                         | Chevrolet Camaro    |
| IV     | 1977 | A.J. Foyt (2)                     | Chevrolet Camaro    |
| V      | 1978 | Al Unser                          | Chevrolet Camaro    |
| VI     | 1979 | Mario Andretti                    | Chevrolet Camaro    |
| VII    | 1980 | Bobby Allison                     | Chevrolet Camaro    |
| VIII   | 1984 | Cale Yarborough                   | Chevrolet Camaro    |
| IX     | 1985 | Harry Gant                        | Chevrolet Camaro    |
| X      | 1986 | Al Unser Jr.                      | Chevrolet Camaro    |
| XI     | 1987 | Geoffrey Bodine                   | Chevrolet Camaro    |
| XII    | 1988 | Al Unser Jr. (2)                  | Chevrolet Camaro    |
| XIII   | 1989 | Terry Labonte                     | Chevrolet Camaro    |
| XIV    | 1990 | Dale Earnhardt                    | Dodge Daytona       |
| XV     | 1991 | Rusty Wallace                     | Dodge Daytona       |
| XVI    | 1992 | Ricky Rudd                        | Dodge Daytona       |
| XVII   | 1993 | Davey Allison & Terry Labonte (2) | Dodge Daytona       |
| XVIII  | 1994 | Mark Martin                       | Dodge Avenger       |
| XIX    | 1995 | Dale Earnhardt (2)                | Dodge Avenger       |
| XX     | 1996 | Mark Martin (2)                   | Pontiac Trans Am    |
| XXI]   | 1997 | Mark Martin (3)                   | Pontiac Trans Am    |
| XXII   | 1998 | Mark Martin (4)                   | Pontiac Trans Am    |
| XXIII  | 1999 | Dale Earnhardt (3)                | Pontiac Trans Am    |
| XXIV   | 2000 | Dale Earnhardt (4)                | Pontiac Trans Am    |
| XXV    | 2001 | Bobby Labonte                     | Pontiac Trans Am    |
| XXVI   | 2002 | Kevin Harvick                     | Pontiac Trans Am    |
| XXVII  | 2003 | Kurt Busch                        | Pontiac Trans Am    |
| XXVIII | 2004 | Matt Kenseth                      | Pontiac Trans Am    |
| XXIX   | 2005 | Mark Martin (5)                   | Pontiac Trans Am    |
| XXX    | 2006 | Tony Stewart                      | Pontiac Trans Am    |